# Alpheus brachymerus
Alpheus brachymerus is een garnalensoort uit de familie van de Alpheidae. De wetenschappelijke naam van de soort is voor het eerst geldig gepubliceerd in 1953 door Banner.